# Trail of Death

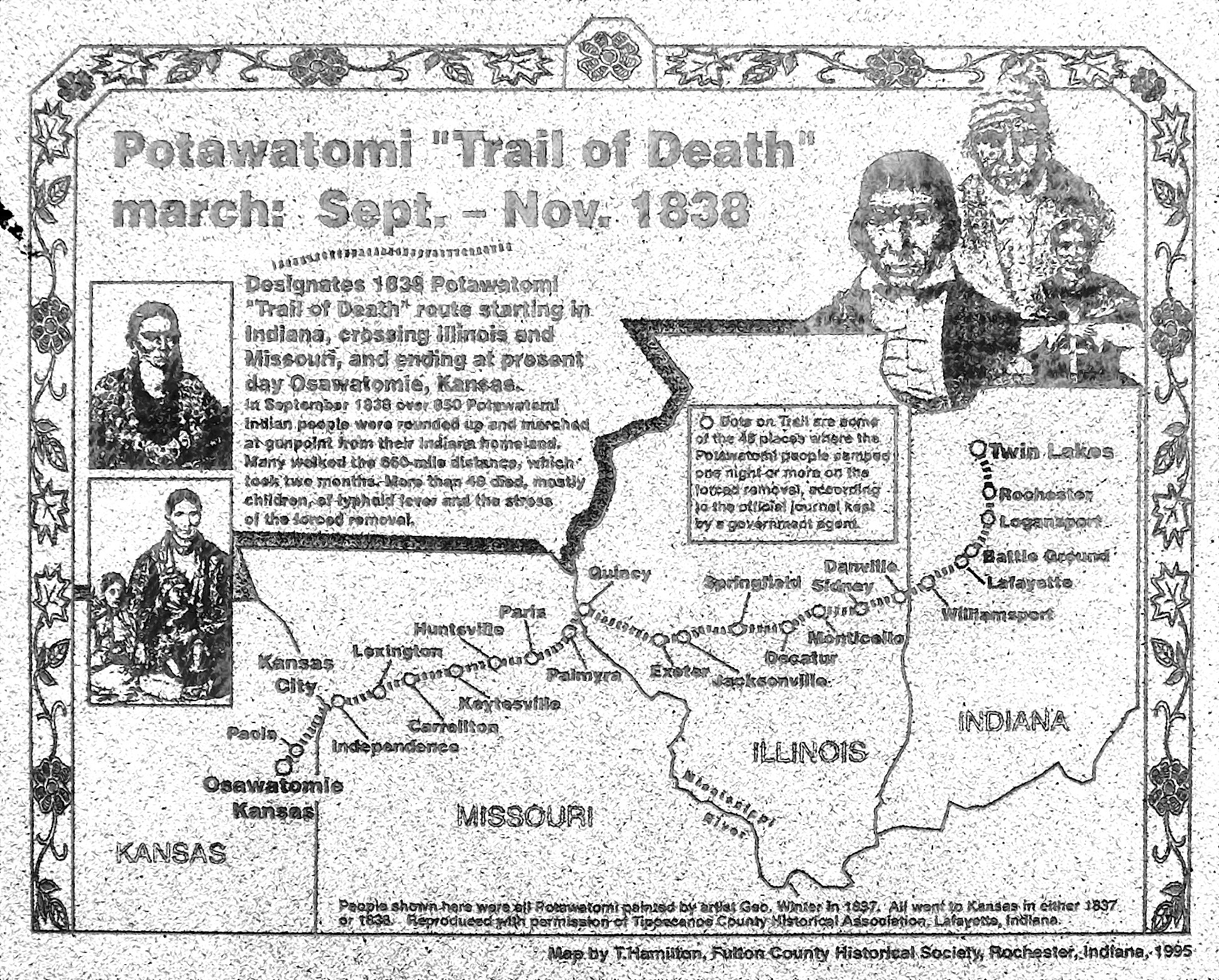
Kaart van de Potawatomi gedwongen volksverhuizing van Twin Lakes, Indiana naar (twee maanden later) Osawatomie, Kansas

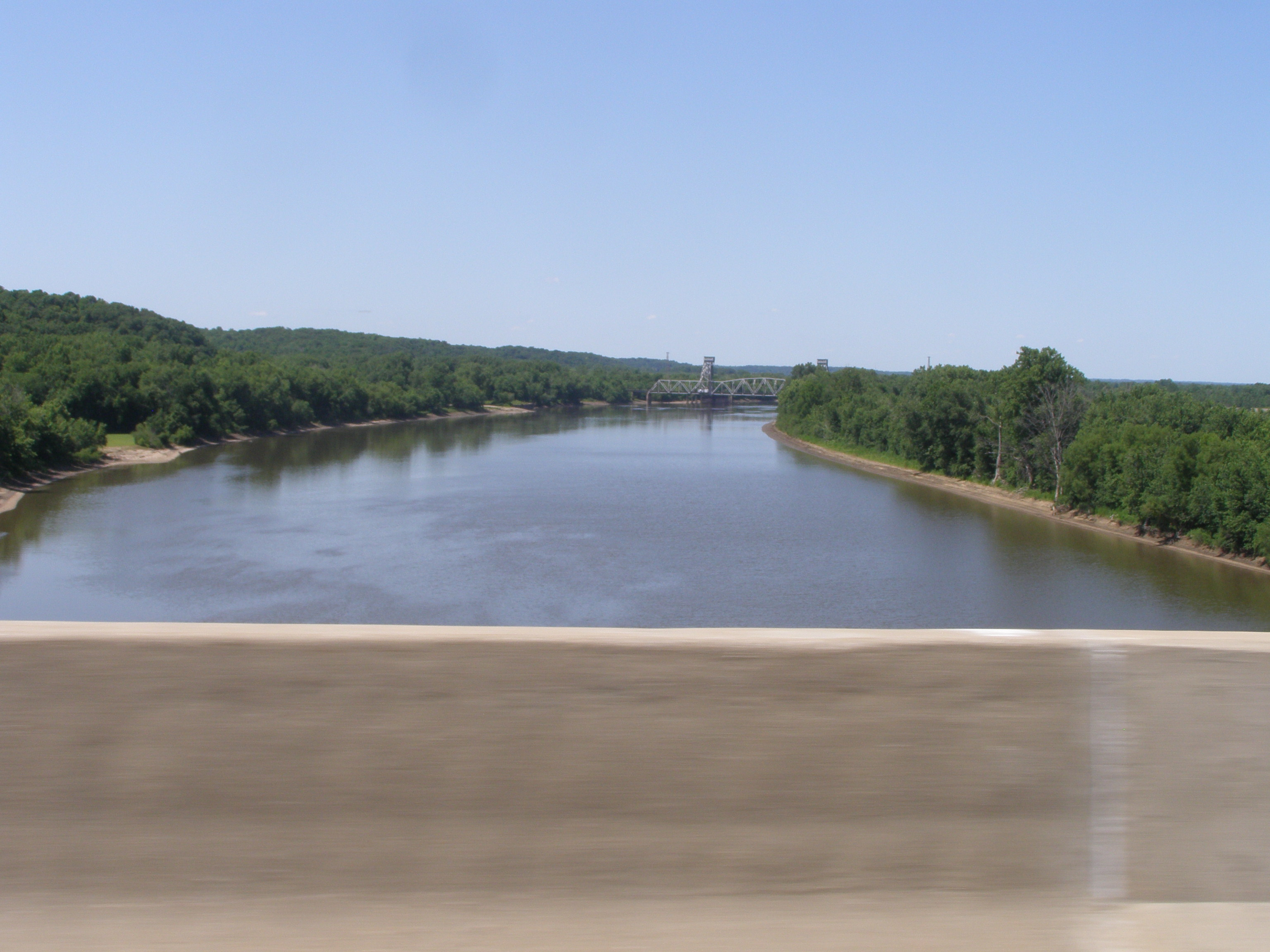
Illinois River, deze werd overgestoken per veerboot.

Trail of Death ("Tocht des Doods") is de naam van een gedwongen verplaatsing in 1838 van een groep Potawatomi-indianen uit de staat Indiana (V.S.) naar een reservaat in oostelijk Kansas. De tocht begon op 4 september met 859 personen (exclusief de gewapende milities) in Twin Lakes nabij Plymouth. Ze eindigde op 4 november aan de westelijke oever van de Osage rivier, in de buurt van het huidige Osawatomie.
De karavaan telde 26 wagens, 286 paarden en een gewapende escorte van 100 militanten of soldaten. De tocht over een afstand van 1.060 km duurde twee maanden, waarbij 42 personen stierven, meest kinderen. Slechts enkele Potawatomi wisten te ontsnappen. Het is de grootste verdrijving van indianen in de geschiedenis van Indiana en een van de grotere van de V.S. (zie ook: Trail of Tears).

## Achtergrond
Vanaf 1818 tekenden de Potawatomi steeds meer verdragen waarin ze instemming verleenden om naar reservaten in het westen te verhuizen. Dit onder toenemende druk van de federale overheid -de nog jonge 'Verenigde Staten'- vanaf 1833 onder leiding van de Nederlands-Amerikaanse (vice-)president Van Buren. Met de verdragen die werden gesloten in de periode 1834-1837 stonden de Potawatomi hun laatste reservaatlanden in Indiana af aan de overheid. Deze overeenkomsten staan bekend als de whisky-verdragen omdat naar verluidt whisky hielp om de Indianen te laten tekenen.
Potawatomi Chief Menominee en zeventien leden van zijn Yellow River-groepering hadden geweigerd deel te nemen aan deze 'onderhandelingen' en erkenden de autoriteit van het verdrag over hun land niet. In een verzoekschrift van 4 november 1837 diende Menominee een formeel protest in bij generaal J. Tipton. Hij claimde dat hun handtekeningen waren vervalst en de namen van andere personen waren toegevoegd die niet de stam vertegenwoordigden. Er is geen verslag van een antwoord op het verzoekschrift. Eerder al stuurde hij verzoekschriften aan de president en de minister van Oorlog maar de federale regering weigerde haar positie te wijzigen. Op een laatste oproep om te vertrekken reageerde chief Menominee via een tolk aldus: 
Mijn broeder, de president is rechtvaardig, maar hij luistert naar het woord van jonge leiders die hebben gelogen; en wanneer hij de waarheid kent, zal hij die aan mij overlaten. Ik heb mijn land niet verkocht. Ik zal ze niet verkopen. Ik heb geen enkel verdrag ondertekend en zal er ook geen ondertekenen. Ik ga mijn land niet verlaten en ik wil er niets meer over horen.
Hoewel er al Potawatomi vertrokken waren, weigerde Menominee om Twin Lakes te verlaten. De spanningen tussen de Potawatomi en de blanke kolonisten die het reservaat wilden bezetten namen hierdoor toe en angst voor geweld zorgde ervoor dat een aantal kolonisten de gouverneur van Indiana om bescherming vroegen. Na een deadline op 5 augustus 1838 machtigde de gouverneur generaal Tipton om een militie van honderd lokale vrijwilligers te mobiliseren teneinde alle Potawatomi met geweld uit hun reservaatland te verwijderen. Op 30 augustus omsingelde Tipton en zijn mannen de nederzetting en missiepost te Twin Lakes en concentreerden daar de resterende Potawatomi voor een gedwongen aftocht. De Franse missionaris pater B.Petit vergezelde de groep op haar zware reis, die liep door de (huidige) staten Indiana, Illinois, Missouri en Kansas. Hitte, droogte en stoffigheid eisten hun tol. Pater Petit schreef op 16 september:
Bijna alle kinderen, verzwakt door de hitte, waren in een toestand van complete loomheid en depressie geraakt. Ik doopte verschillende nieuwgeborenen; gelukkige christenen, die bij hun eerste stap van aardse ballingschap naar het hemelse verblijf gingen.
Het eindpunt van de Trail of Death was de nieuwe missiepost Sugar Creek in Osawatomi, waar de Nederlandse jezuiet pater C.Hoecken werkzaam was. Voor de regering was hij de lokale 'Indian Agent'. Ook na aankomst stierven nog mensen als gevolg van klimatologische omstandigheden en ziekten. 

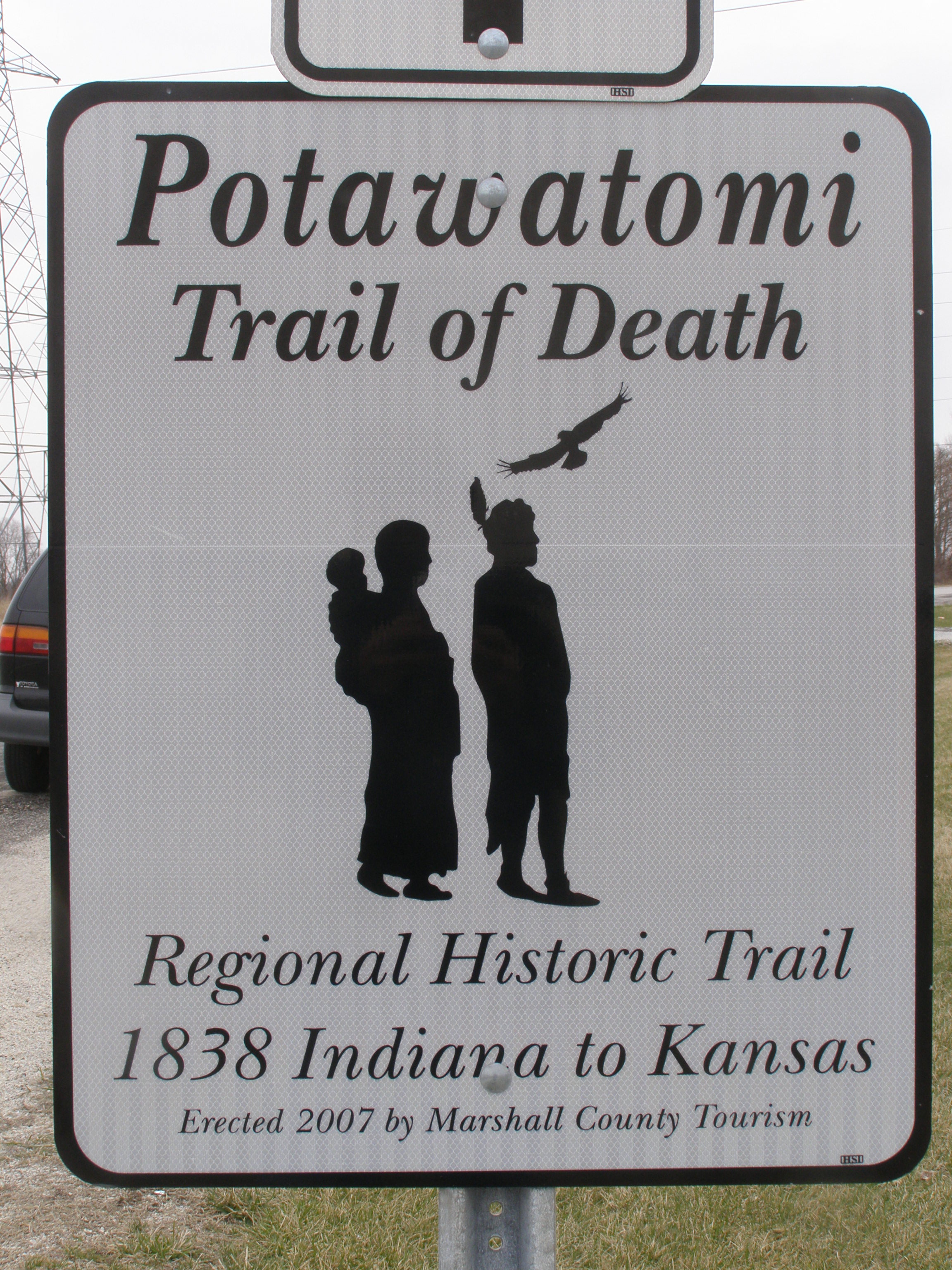

De tocht van de Potawatomi werd voor het eerst Trail of Death genoemd door historicus J.P. Dunn  in zijn boek True Indian Stories (1909). In 1994 werd de Trail of Death door de staten Indiana, Illinois en Kansas uitgeroepen tot 'Route van Regionaal Historisch belang', Missouri volgde in 1996. In 2013 waren er reeds tachtig markeringen ter herdenking langs de route geplaatst. Ook afslagborden langs de weg refereren tegenwoordig aan de historische gebeurtenis.

## Gedenktekens langs de route
Langs de route zijn diverse monumenten te vinden, onder meer in de volgende plaatsen:

### Indiana
Twin Lakes, Rochester, Logansport, Delphi , Battle Ground, Lafayette, Independance, Williamsport

### Illinois
Danville, Catlin (in 1838: Sandusky Point), Sidney, Monticello (in 1838: Pyatt's Point), Decatur, 
Niantic/ Long Point, Springfield, New Berlin, Jacksonville, Exeter, Napels, Quincy

### Missouri
Palmyra, Paris, Huntsville, Keytesville, Carrollton, Lexington, Independance, Grandview

### Kansas
Paola, Osawatomie

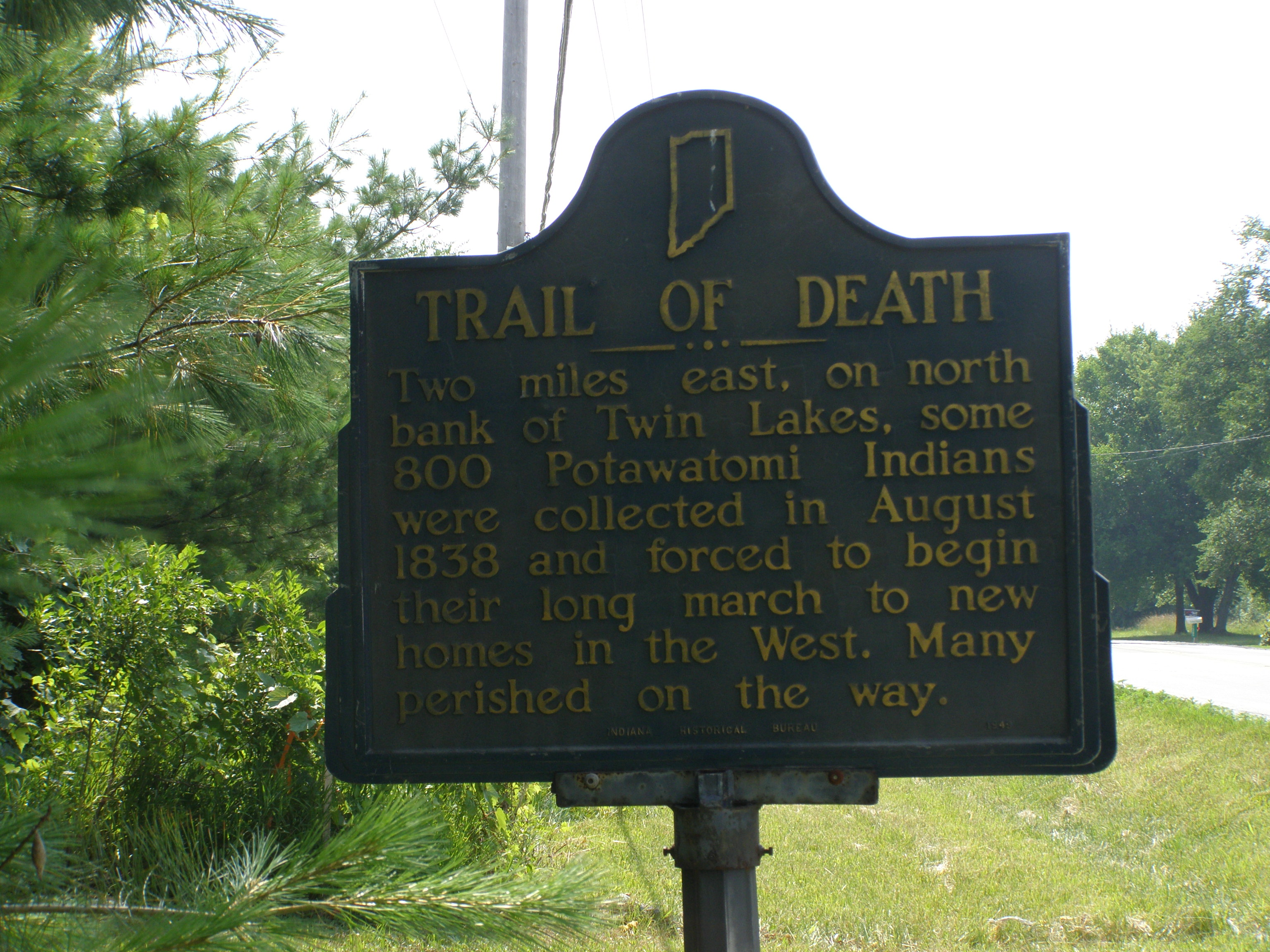
Twin Lakes, Indiana
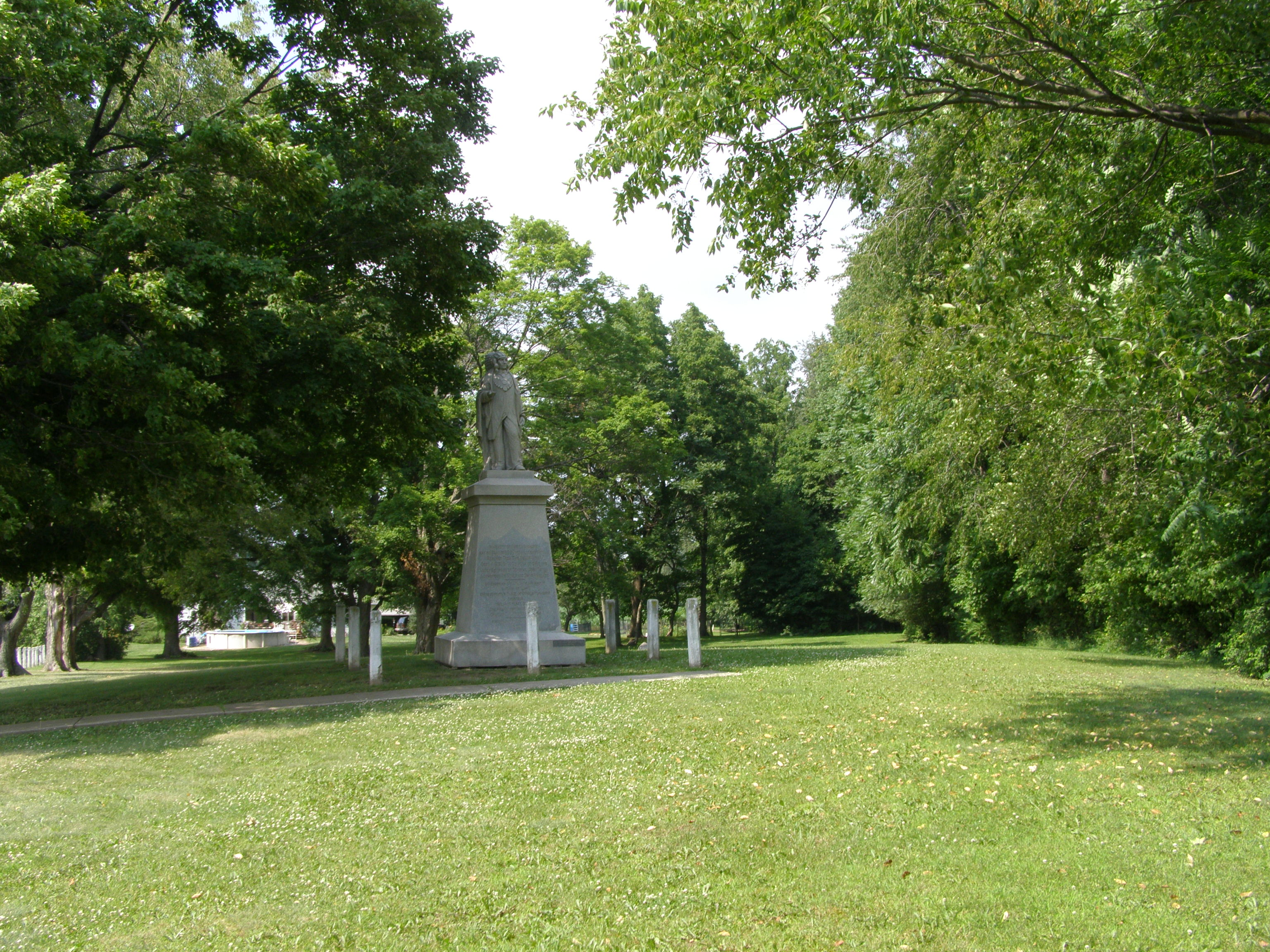
Plymouth, Indiana
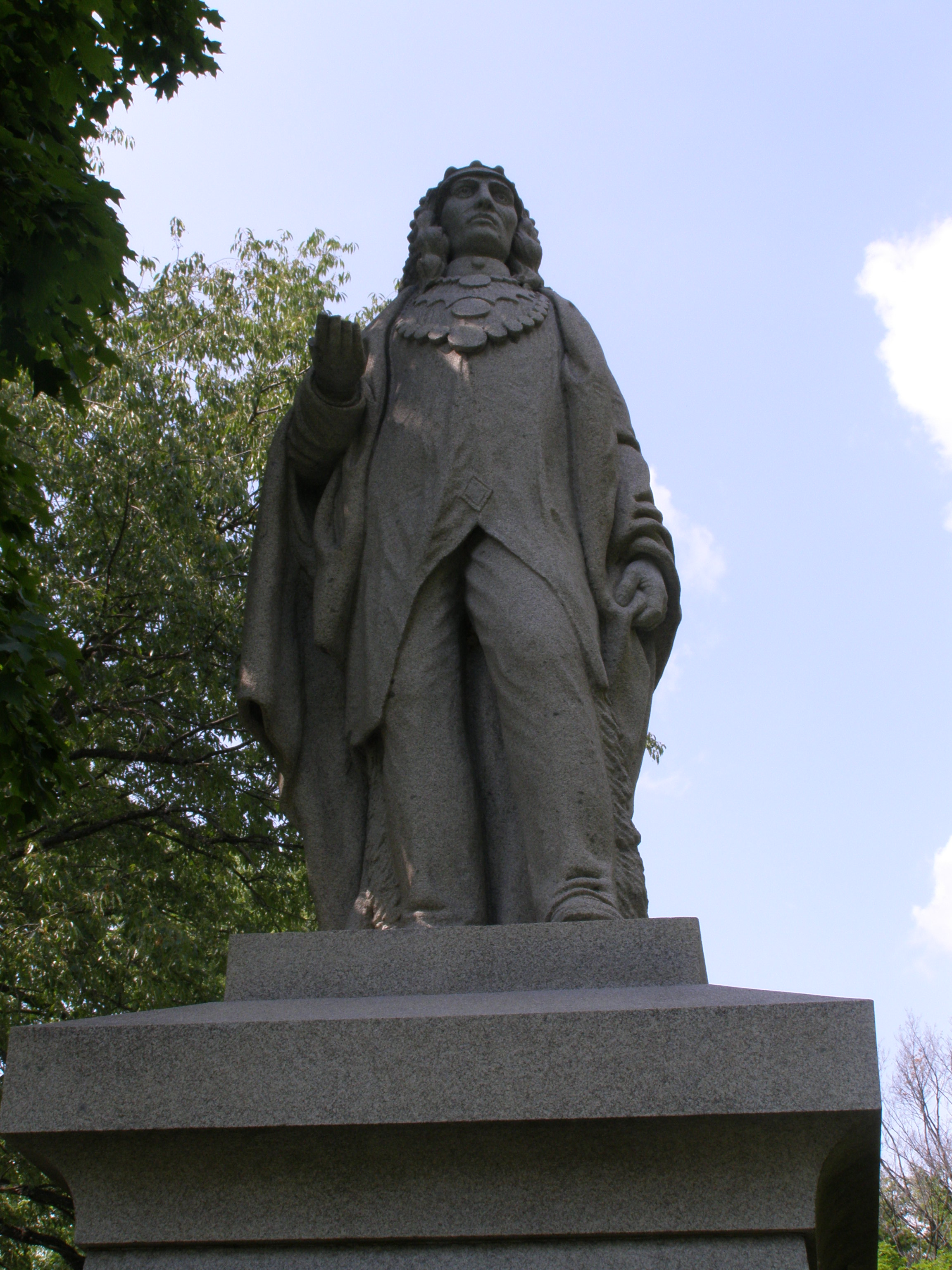
Chief Menominee
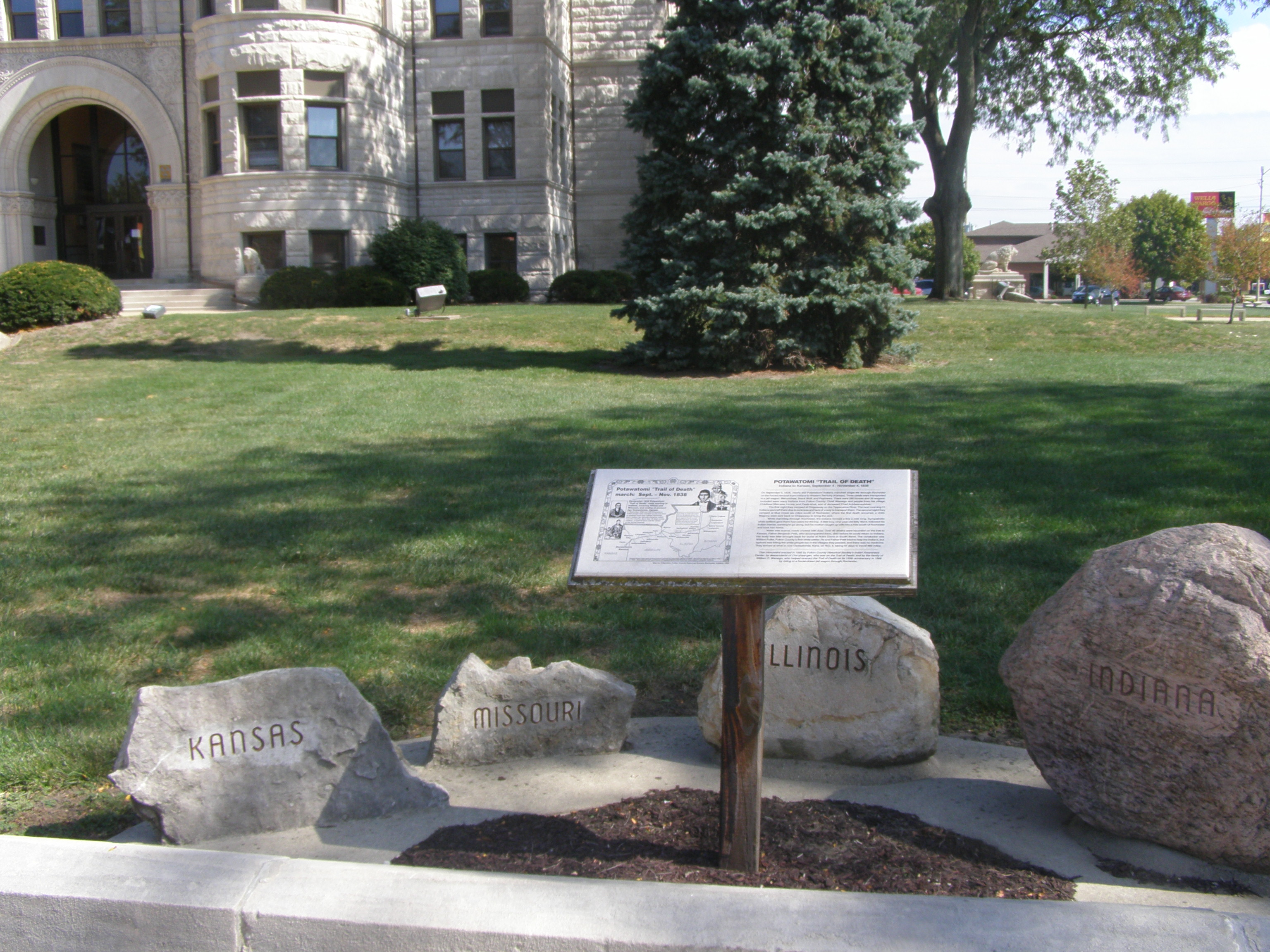
Rochester, Indiana
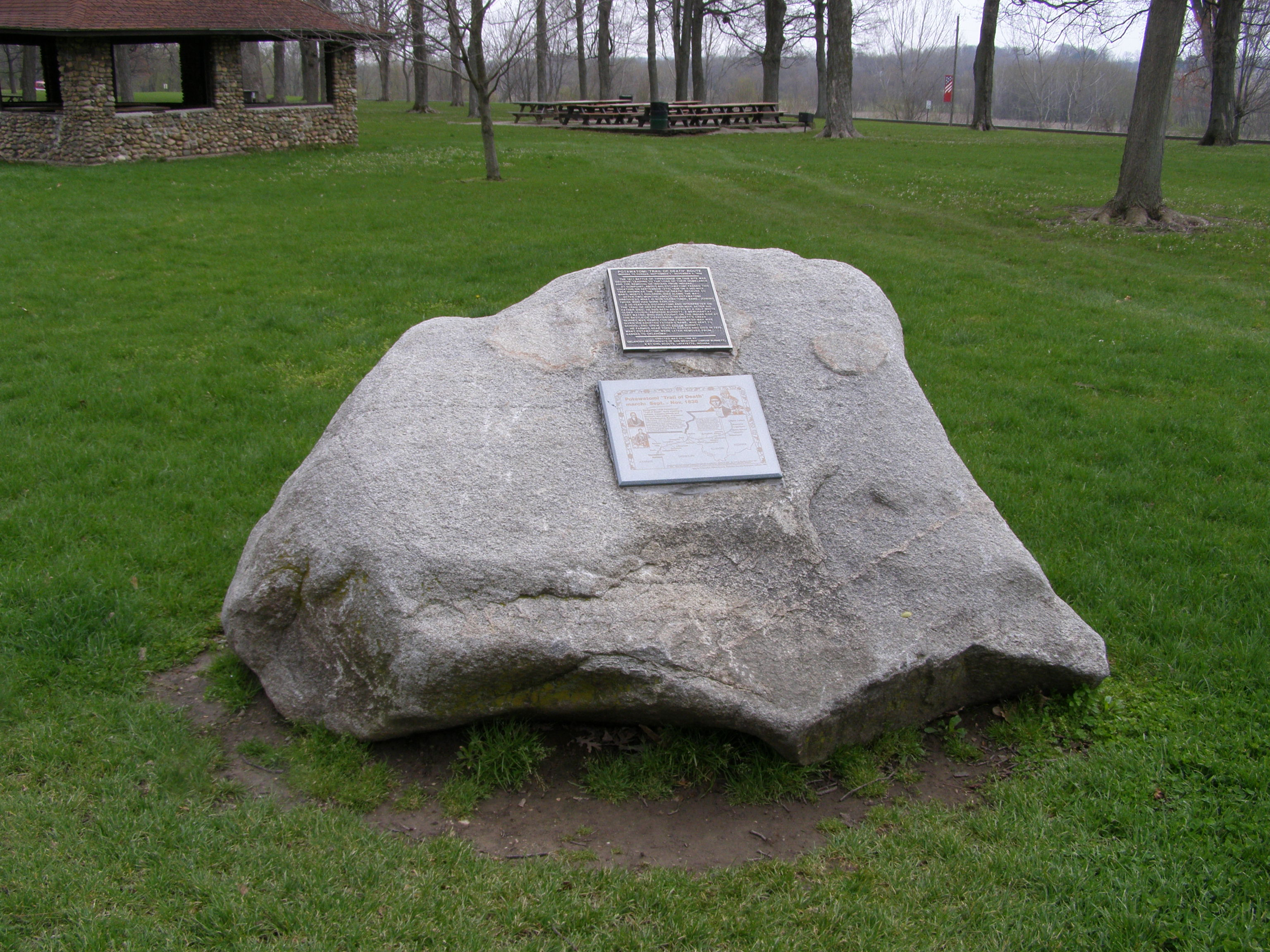
Lafayette, Indiana
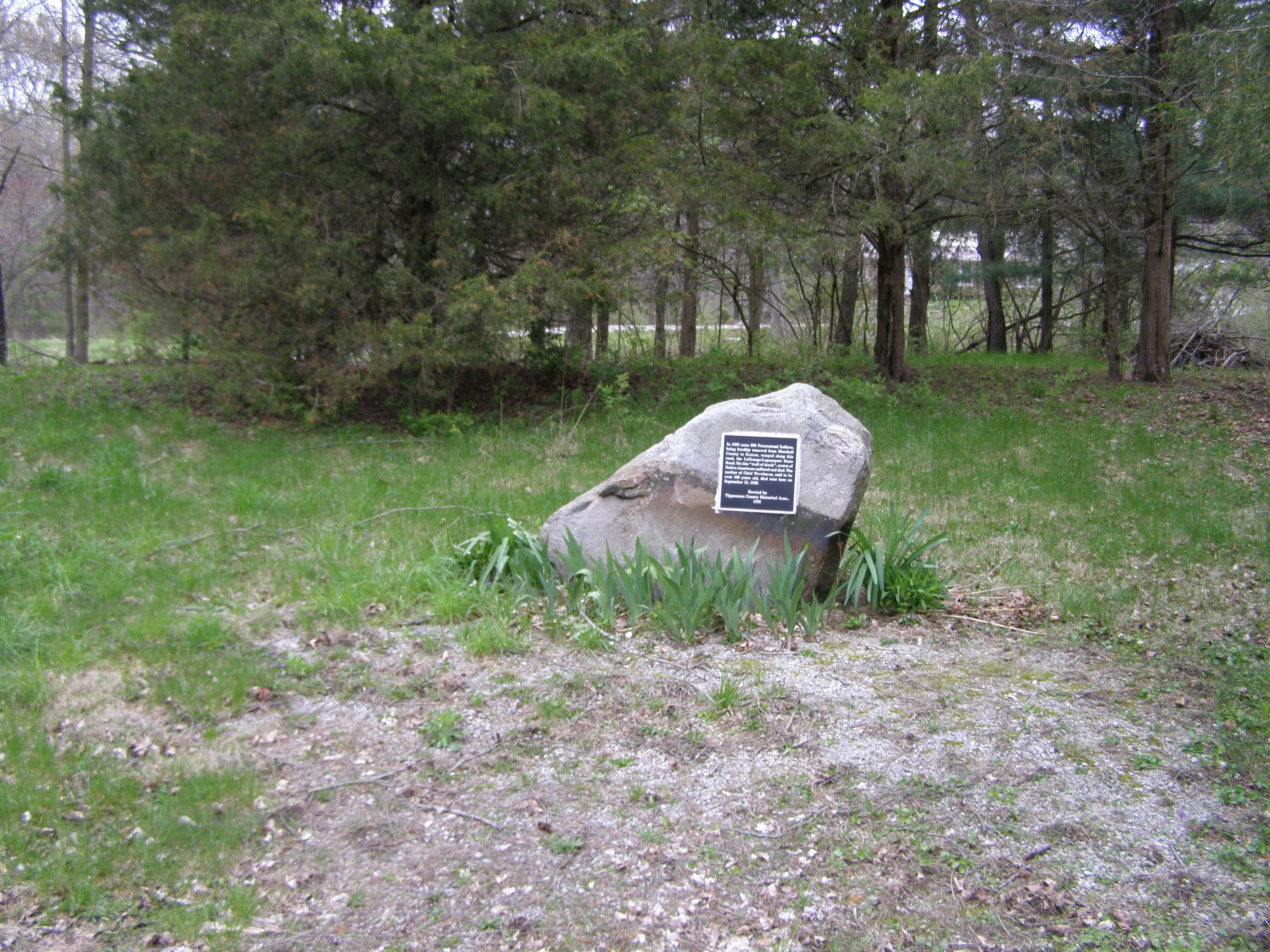
Lafayette, Indiana
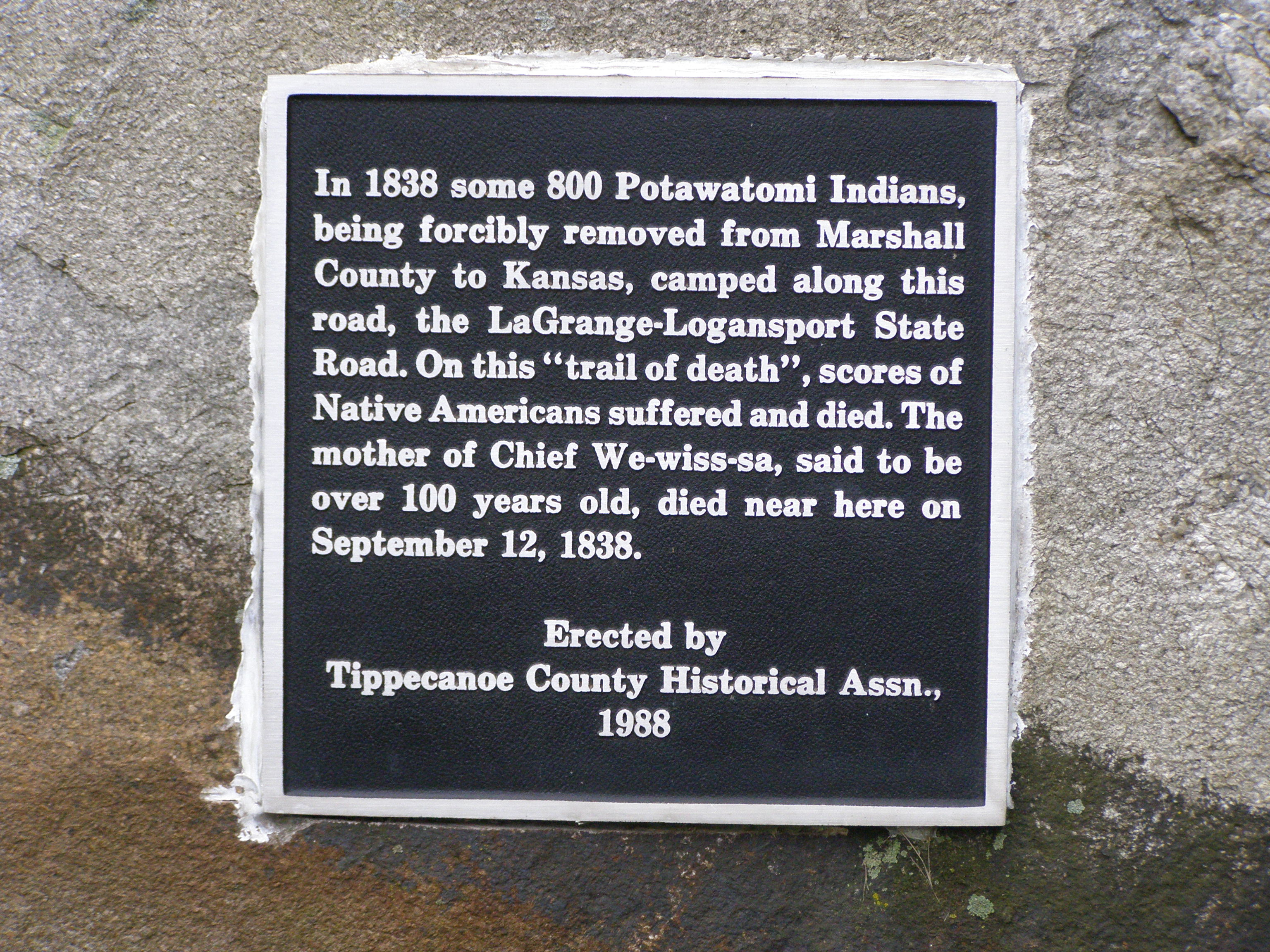
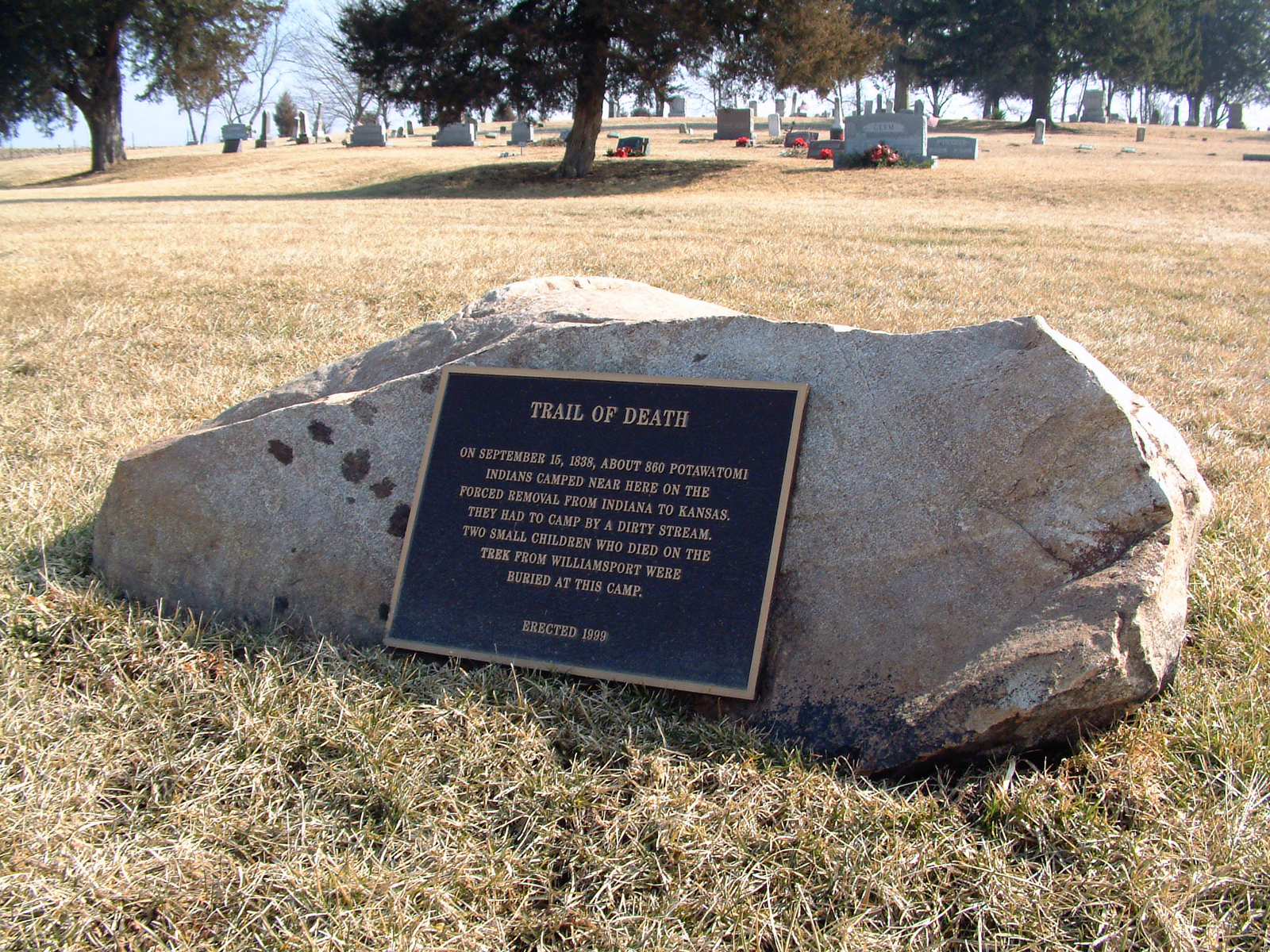
Warren County, Indiana
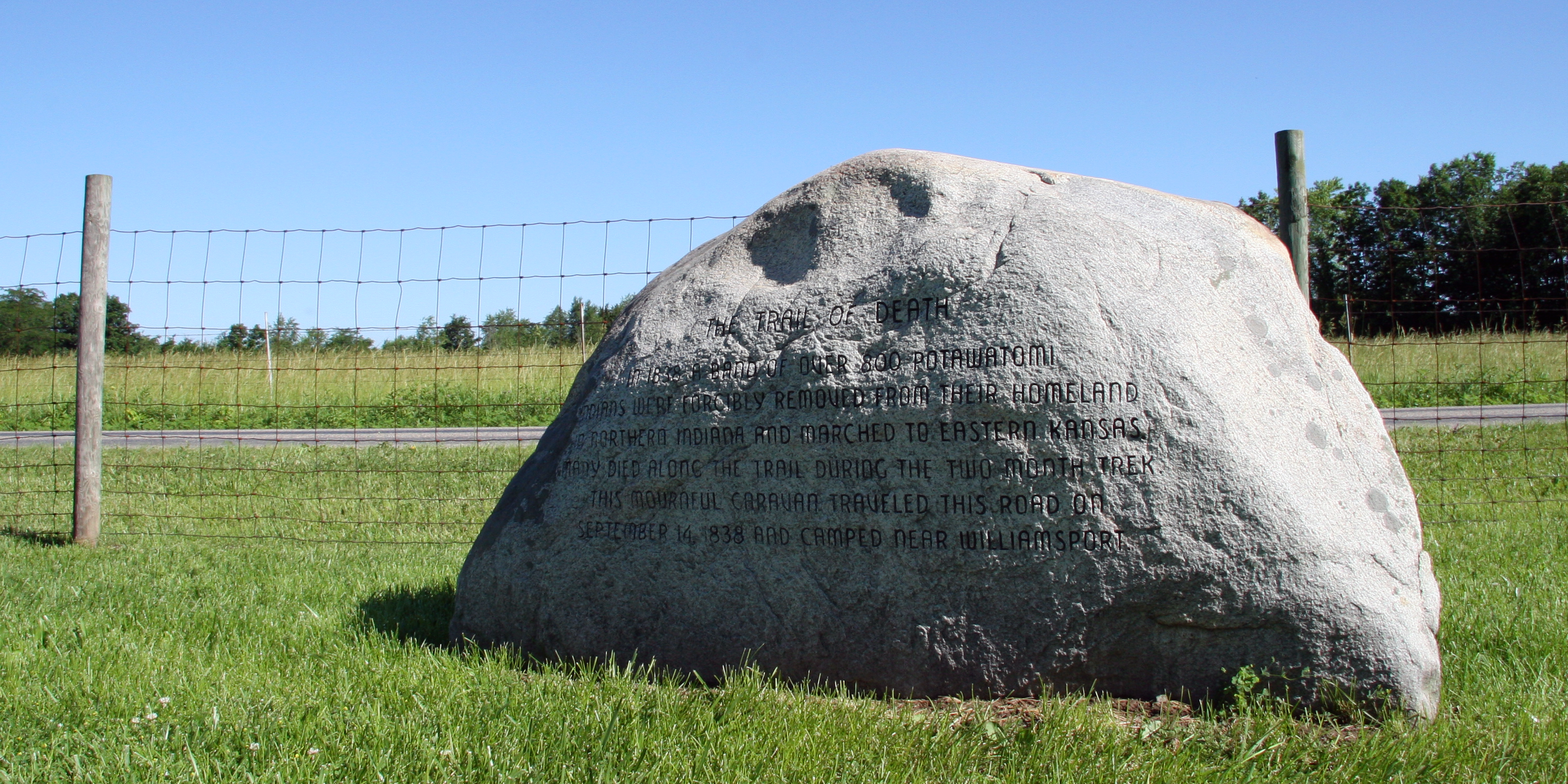
Independence, Indiana
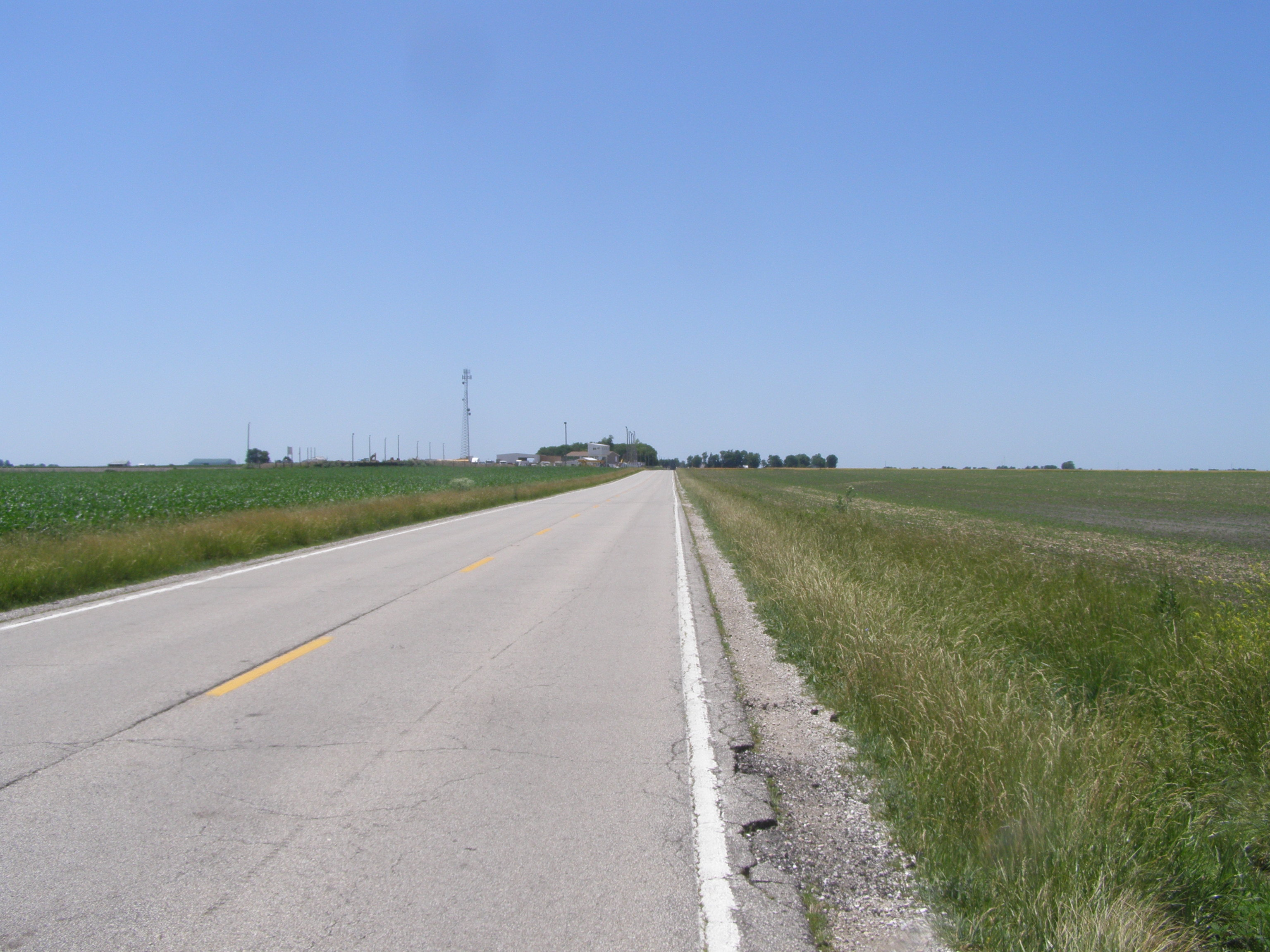
de prairie van Illinois
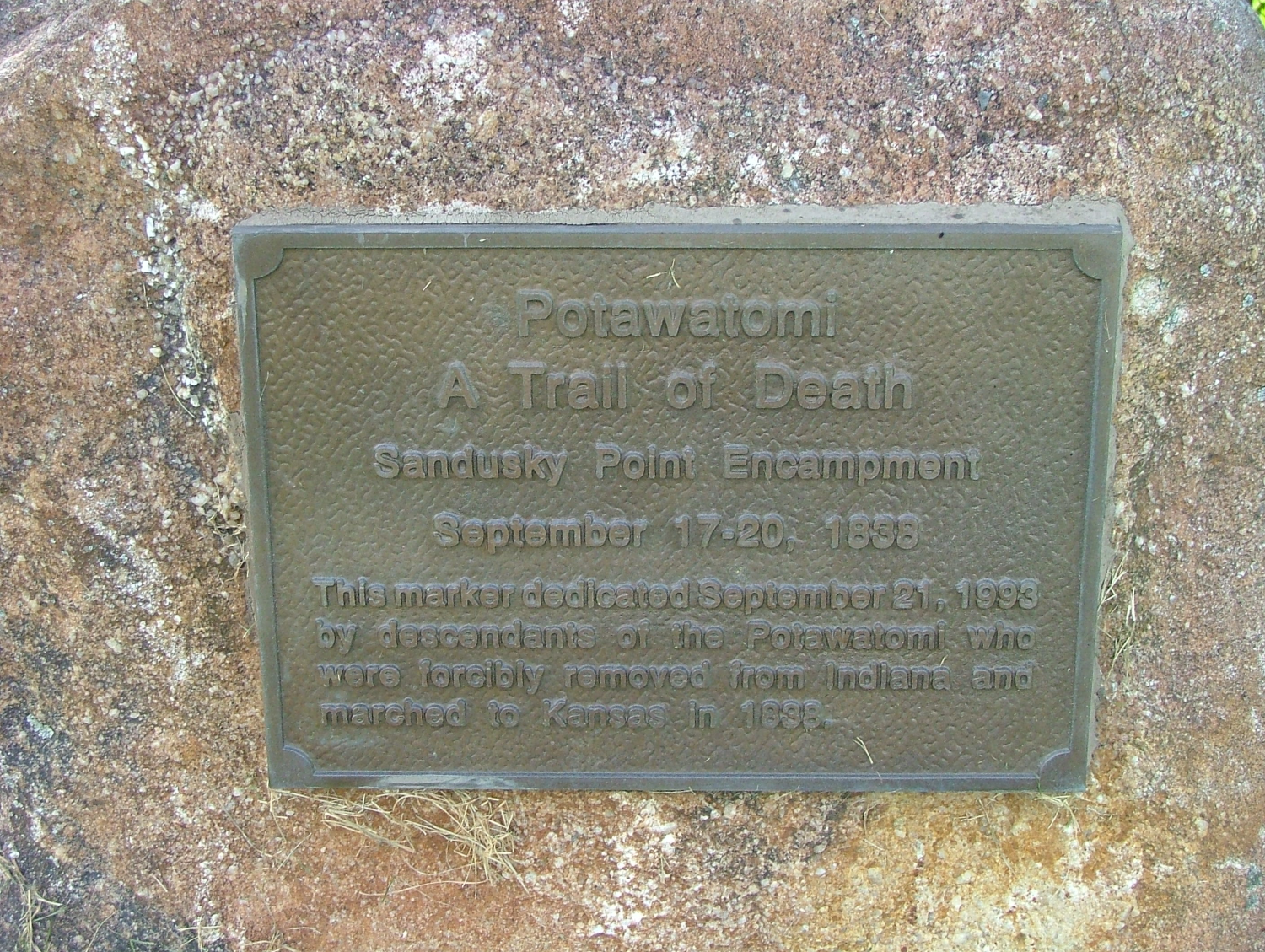
Catlin, Illinois
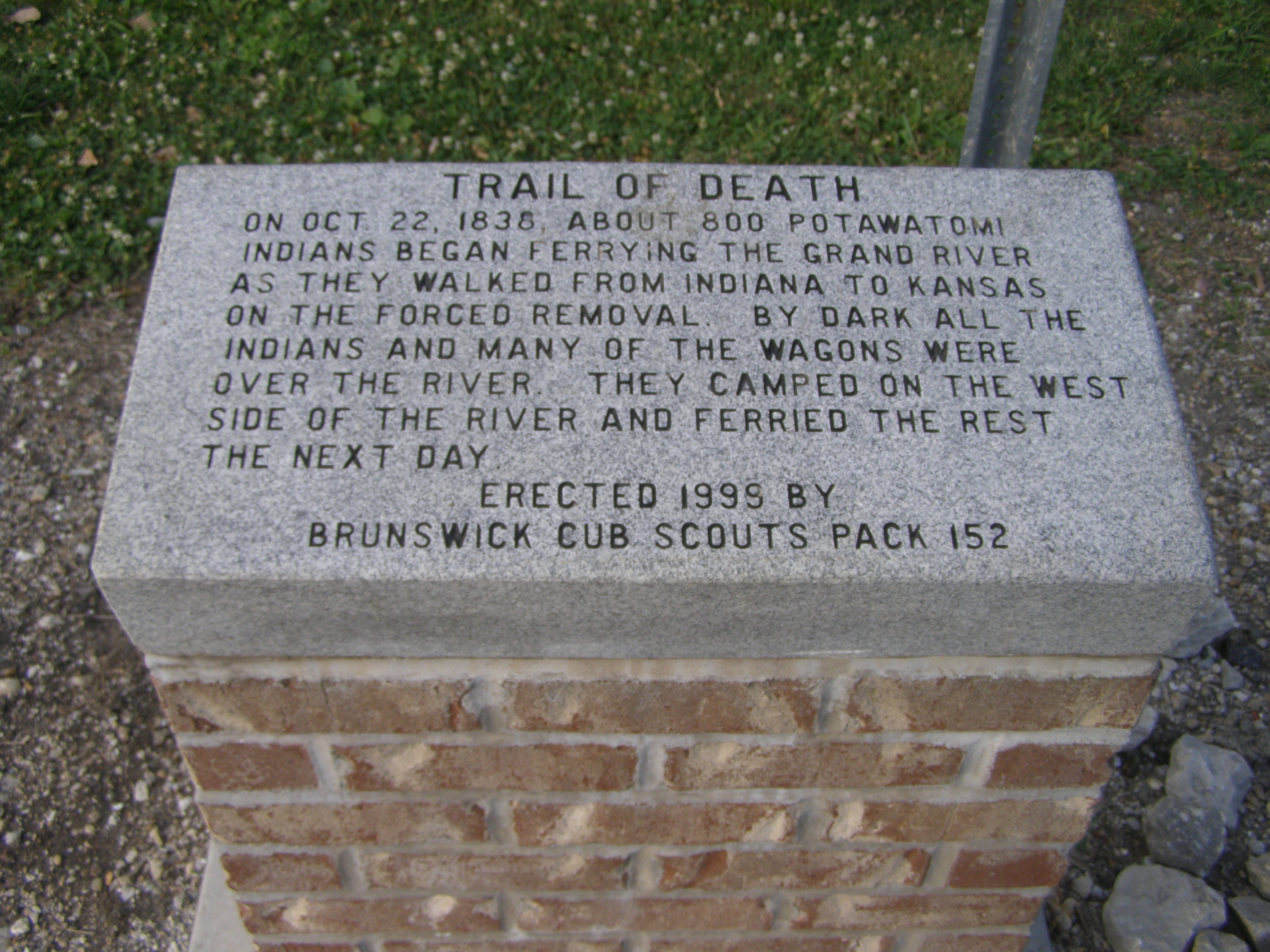
Brunswick, Missouri
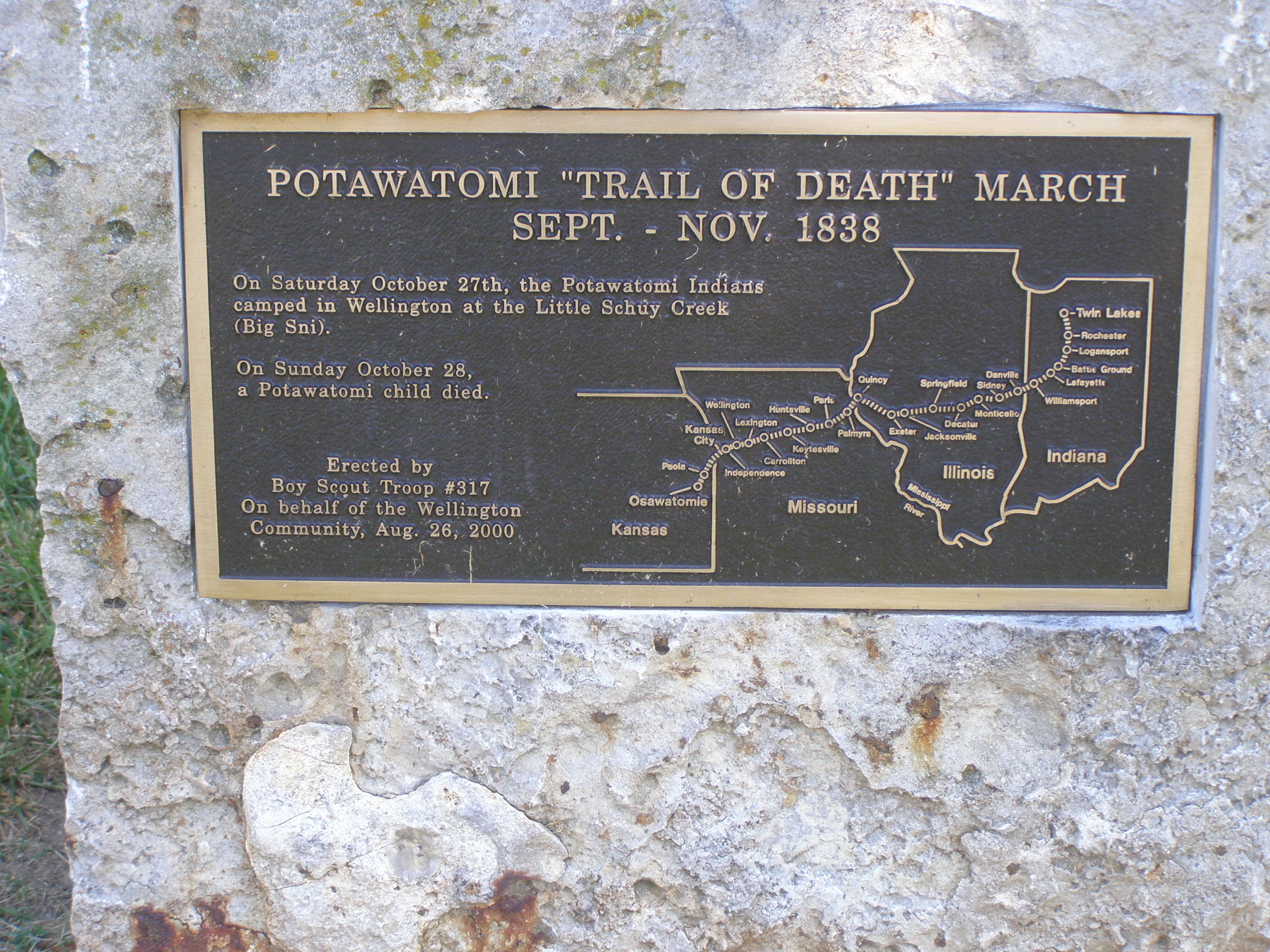
Wellington, Missouri

## Meer informatie
- Database Historical Markers
- Trail of Death: primaire bronnen
- Trail of Death: detailkaart
- Trail of Death Association
- Chief Menominee Memorial
- Ash-Kum, Sun-Go-Waw, father Petit, mother of We-Wis-Sa
- Potawatomi cultuur en geschiedenis
- Citizen Potawatomi Nation
- Pottawatomie County, Kansas